# Yasuo Yamada
Yasuo Yamada (japanisch: 山田 康雄) (* 10. September 1932 in Tokio; † 19. März 1995 ebenda) war ein japanischer Schauspieler, Hörspiel- und Synchronsprecher.

## Leben
Yamada verließ die Literaturfakultät der Waseda-Universität und trat in vielen Radio- und Fernsehproduktionen auf. Auch war er in mehreren Stücken von Inoue Hisashi zu sehen. Seine bekannteste Rolle ist die des Lupin III, die er von 1971 bis zu seinem Tod im Jahr 1995 sprach. Zudem war er die japanische Stimme von Clint Eastwood. 
1993 wurde Yamada wegen Hypokaliämie ins Krankenhaus gebracht. Später musste er wegen Gehbeschwerden wiederholt eingeliefert werden. Am 17. Februar 1995 brach Yamada zu Hause wegen einer Gehirnblutung zusammen und wurde in ein Krankenhaus in Tokio eingeliefert. Dort starb er am 19. März 1995 und wurde auf dem Tama-Friedhof beigesetzt.